# Hermann von François
Hermann von François (n. 31 ianuarie 1856 – d. 15 mai 1933) a fost un general de infanterie german în timpul Primului Război Mondial, cunoscut pentru rolul important pe care l-a jucat în mai multe victorii germane pe frontul de est în 1914.